# PEC 즈볼러
PEC 즈볼러(PEC Zwolle)는 네덜란드 즈볼러의 축구 클럽으로, 현재 에레디비시에서 활동하고 있다.
이 클럽은 1910년 6월 12일 PEC라는 이름으로 창단했으며 1955년 2월 23일에 프로 축구단이 되었다. 그 후 1971년에 팀 이름을 PEC 즈볼러(PEC Zwolle), 1982년에 PEC 즈볼러 '82(PEC Zwolle '82)로 변경했다. 1990년 PEC가 파산한 이후 FC 즈볼러(FC Zwolle)가 창단되었다. 2012년 이름을 PEC 즈볼러(PEC Zwolle)로 변경했다.
클럽의 리그 최고 성적은 에레디비시 2014-15 시즌에서 기록한 6위이다.

## 라이벌
PEC 즈볼러의 최대 라이벌은 고 어헤드 이글스이다. 두 팀 모두 에이설강에 있어서, 이 둘 간의 경기를 에이설 더비라고 칭한다. 초기에는 고 어헤드가 에이설 지역에서 최고의 팀이었으나 1987년에 네덜란드 1부 리그에서 강등된 이후로는 즈볼러가 더비 경기에서 대부분 승리했다.

## 성적
- 에이르스터 디비시 우승

우승 (3): 1978, 2002, 2012
- KNVB 컵 우승

우승 (1): 2014
- 요한 크라위프 스할 우승

우승 (1): 2014

## 선수 명단

### 현역
참고: FIFA 자격 규정에 따라 소속된 국가대표팀 국기를 표시합니다. 선수는 복수의 FIFA 비회원국 국적을 가지고 있을 수 있습니다.
| 번호 | 포지션 | 국적       | 이름              |
| ---- | ------ | ---------- | ----------------- |
| 2    | DF     | 퀴라소     | 셰렐 플로라누스   |
| 9    | FW     | 수리남     | 딜런 벤테         |
| 10   | MF     |            | 다비 반 덴 버그   |
| 11   | FW     |            | 딜런 음바요       |
| 23   | MF     | 인도네시아 | 엘리아노 레인더스 |

| 번호 | 포지션 | 국적 | 이름                 |
| ---- | ------ | ---- | -------------------- |
| 28   | DF     |      | 시몬 그레이브스 옌센 |
| 50   | MF     |      | 필립 크라스테프      |

## 같이 보기
- 에레디비시 2021-22
- 에레디비시